# Conservadores de Roma

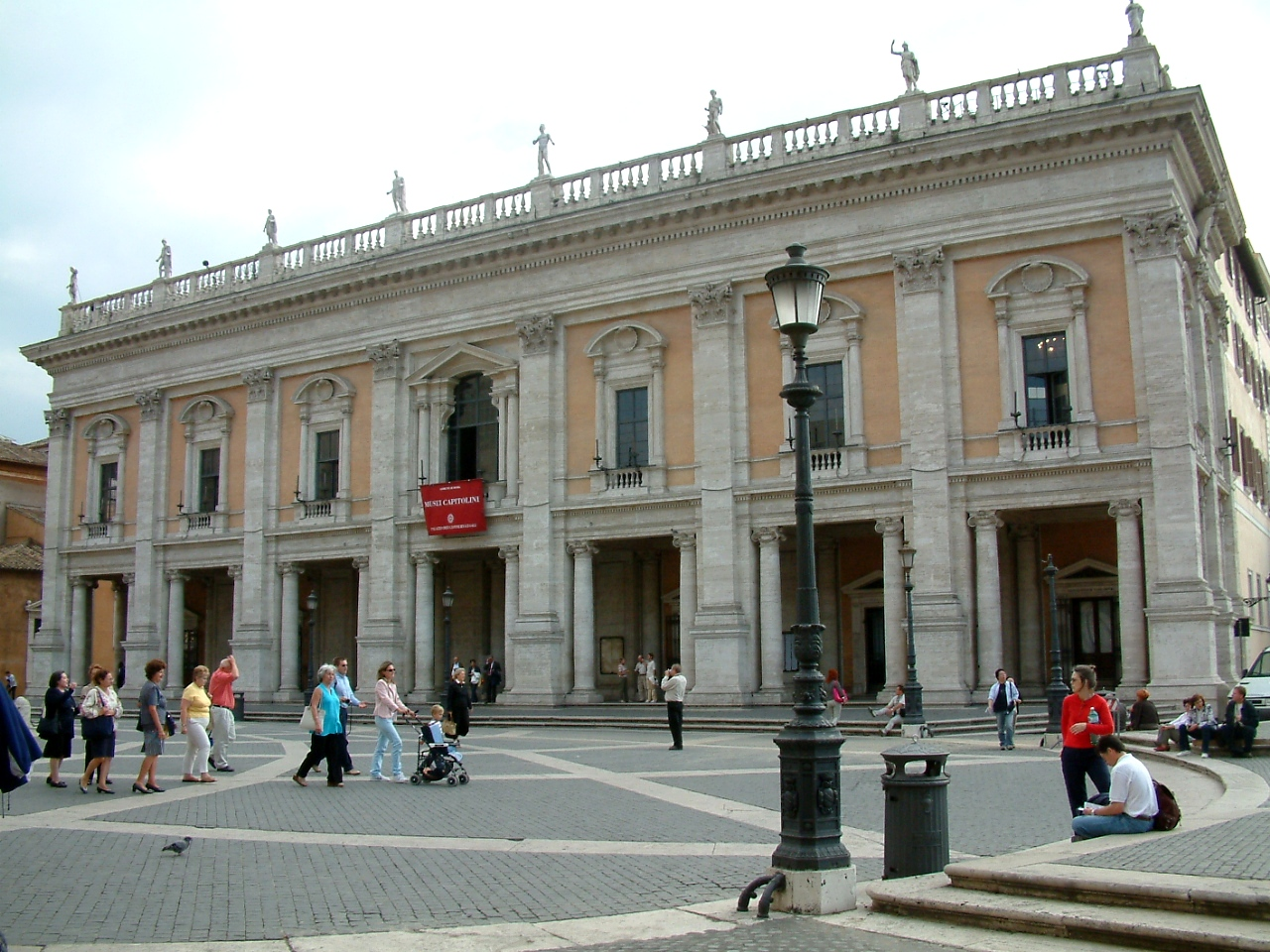
El Palacio de los Conservadores.

Los Conservadores de Roma o de la Camera Capitolina (en italiano: Conservatori di Roma), también llamados Conservatores Camerae Alme Urbis, eran los tres magistrados que junto con el Priore dei Caporioni constituían el Magistrato Romano en la época comprendida entre el siglo XIII y el 1870. A veces también eran llamados «conservadores del pueblo romano» (conservatori del popolo romano).

## Historia
La existencia de los conservadores es conocida desde el 1223 en el papel de sustitución de los Senadores de Roma, con el nombre de Conservatores Camere Alme Urbis loco Senatoris, hasta el 1866. Fueron instituidos posteriormente al uso de nombrar senadores, velaban por el cumplimiento y el mantenimiento de los Statuta principalmente por parte de los senadores, las condiciones y el mantenimiento de los puentes y las calles de la ciudad y la conservación de los monumentos públicos junto con numerosas otras prerrogativas, representando el vértice de la administración de la ciudad; por estas funciones eran considerados los herederos de los antiguos ediles romanos y representaban a la Camera Capitolina.
Su autonomía, que había aumentado progresivamente durante el Papado de Aviñón, fue redimensionada sensiblemente a la vuelta a Roma del papa en la persona del romano Martín V Colonna que, en su obra de recuperación de las instituciones eclesiásticas y civiles, aumentó su dependencia de la Curia Romana; no eran raros los nombramientos pontificios a conservador. Su residencia era el palacio homónimo situado en la Piazza del Campidoglio, que contenía también las oficinas y los archivos del Senado romano. Recibían en sus manos el juramento de los nuevos senadores de Roma.

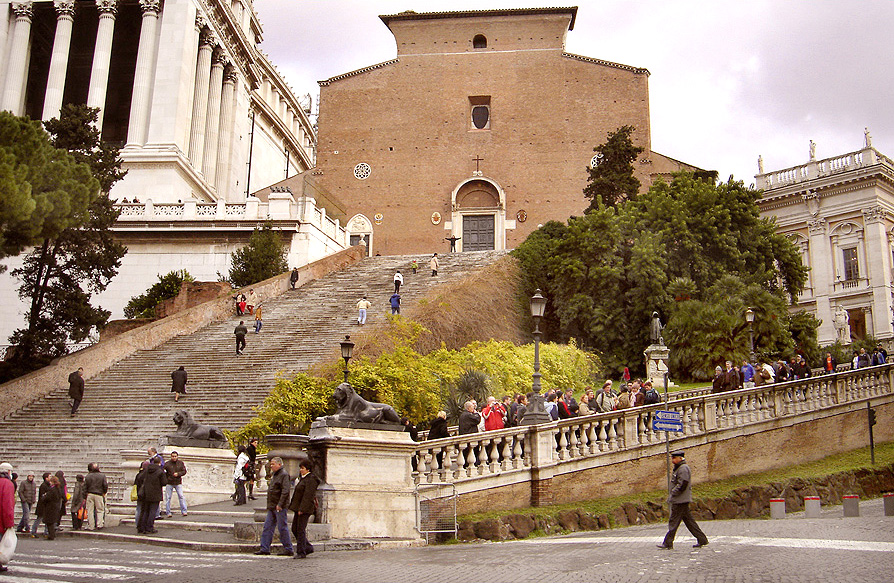
La Basílica de Santa María en Aracoeli.

Eran escogidos a partir de listas elaboradas para cada uno de los catorce rioni por los correspondientes caporioni, conocidos como banderesi desde el 1262, que junto con los imbussolatori formaban la lista de los elegibles que se introducían en el bussolo o urna y eran extraídos aleatoriamente ante la presencia de los principales representantes del municipio y de la Curia en la Basílica de Santa María en Aracoeli de la Colina Capitolina, cada tres meses (después del 1731 cada seis meses, pero hubo casos en los que se llegó a superar los dos años) inicialmente entre las principales familias romanas y posteriormente entre las 180 familias nobles descritas en la bula Urbem Romam de 1746.

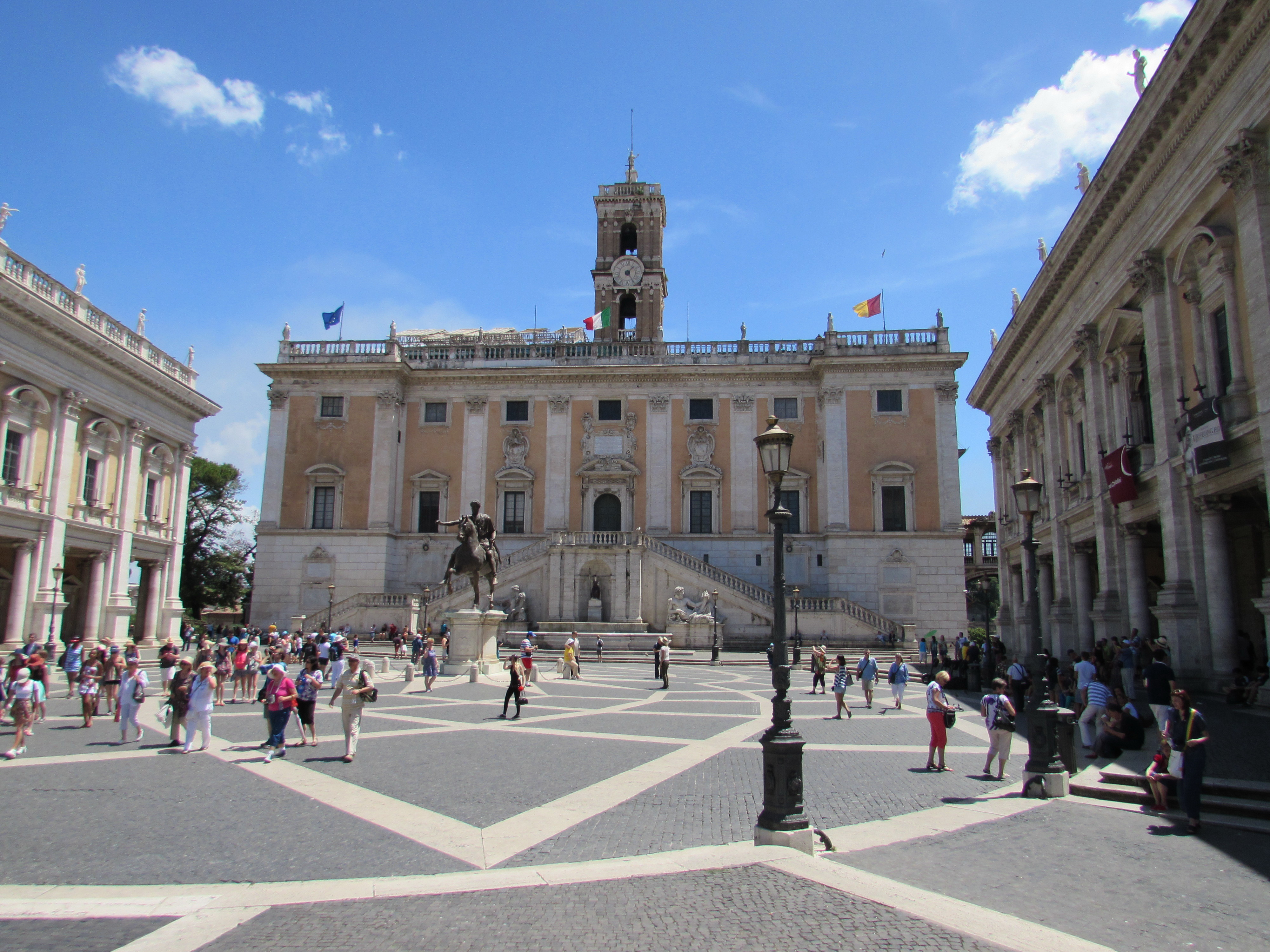
La Piazza del Campidoglio.

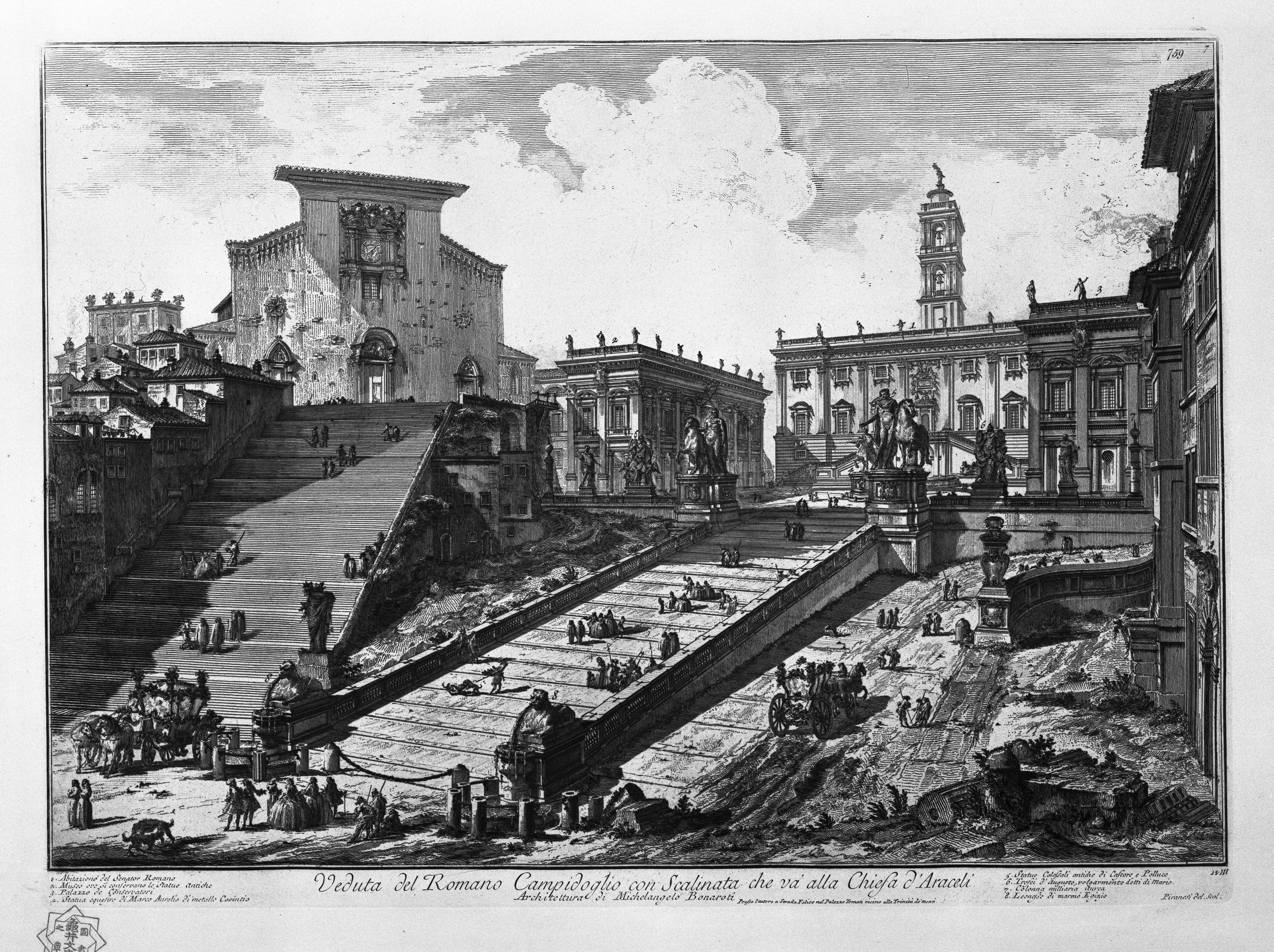
Estampa del del Campidoglio y Ara Coeli (a la izquierda).

La elección al cargo era muy codiciada tanto por la cuantiosa compensación como porque la elección atribuía a la familia del electo el rango de la nobleza municipal o cívica romana. Esta seguía un procedimiento muy complejo, y una vez producida no podía repetirse hasta después de una suspensión de dos mandatos; sin embargo las familias que disfrutaron más frecuentemente de esta dignidad fueron sobre todo las de más antiguo arraigo en el patriciado romano, entre las cuales destacaban entre todas los Mattei en sus varias ramas, que solo entre 1500 y 1564 ostentaron el cargo de conservador más de 23 veces, seguidos por los Altieri, los Caffarelli, los Capranica, los Cenci, los Crescenzi, los Del Bufalo, los Mancini y los Santacroce, seguidas a su vez por varias otras (Alberini, Albertoni, Arcioni, Astalli, Boccabella, Boccamazza, Boccapaduli, Capizucchi, Capocci, Capodiferro-Maddaleni, Castellani, Cesarini, Fabi, Leni, Maccarani, Margani, Massimo, Mellini, Muti, Naro, Paluzzi, Paoli, Papazzurri, Planca Coronati, Ponziani, Porcari, Sanguigni, Tedallini ...).

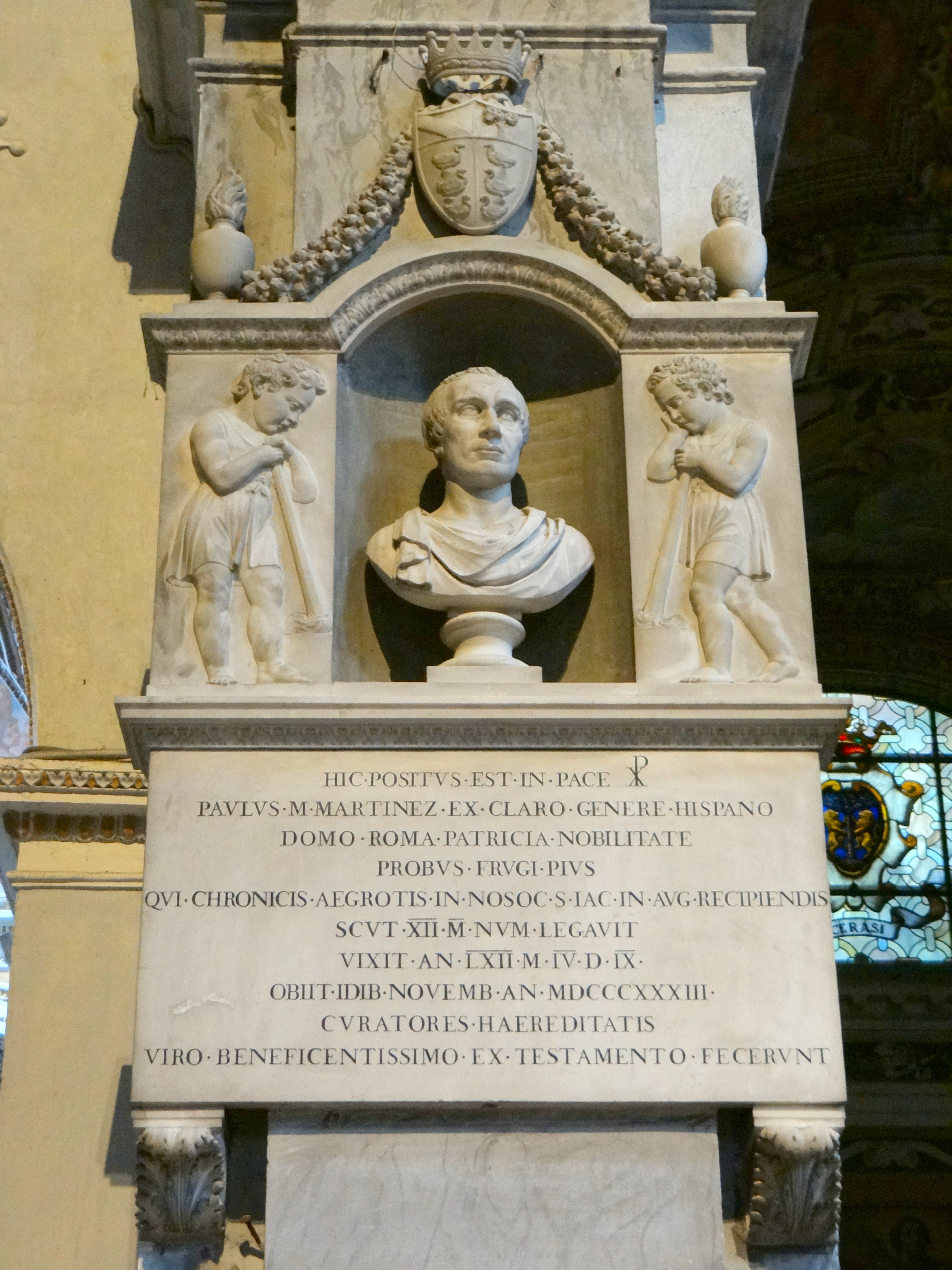
Conservador de origen español, Paolo M. Martinez. Sepulcro en la Basílica de Santa María del Popolo.

A pesar de que la clase nobiliaria romana era necesariamente «abierta» debido a la continua afluencia en la ciudad de nuevas familias en la órbita de los papas, el patriciado romano, aunque permitía la inserción de nuevas familias en los cargos de la ciudad, intentó mantener los cargos más importantes dentro de su núcleo más antiguo.
Estas familias originalmente eran las que Paolo Giovio definió como nobleza del «segundo equipo», cuyos ingresos procedían casi exclusivamente del ejercicio del bovattiere, o sea, de la ganadería, o del mercante di campagna, del alquiler de las gabelas, de la mercadería y del préstamo de dinero o del lucrativo comercio de tejidos, diferenciándose así de la decena o poco más de familias que constituían el núcleo de la aristocracia feudal, cuyos ingresos estaban constituidos en gran parte por las rentas feudales, por el ejercicio de los derechos baronales y por las condotte militares, a las cuales las familias de la nobleza cívica proporcionaban sistemáticamente, alineadas en las tradicionales alianzas familiares, apoyo financiero y militar en las luchas por el predominio en la ciudad.
Estaban destinados por el papa, frente al cual se presentaban apenas elegidos, a representar al pueblo romano con un tribunal, suprimido en 1847, y funciones distintas de las de los senadores de Roma (cuyas funciones ejercían en su ausencia), sobre los recursos presentados por los cónsules de las artes y otras materias y por el Consulado de la Agricultura, y con plena jurisdicción sobre los feudos del pueblo romano: Magliano Sabina, Cori, Barbarano Romano y Vitorchiano, con derecho de visita sobre ellos.
Disfrutaban, entre otros privilegios, del de sostener las barras del baldaquino del papa durante la ceremonia de su coronación. En las ceremonias vestían de túnica, llamada rubbone, un senatorio de brocado de oro largo hasta los pies con mangas anchísimas y boina negra.
En la firma de sus documentos en representación del Senado Romano, se servían de la siguiente fórmula: Senatus Populique Romanus auctoritate qua fungimur + S.P.Q.R.